# Melanetettix semeraroae
Melanetettix semeraroae är en insektsart som beskrevs av Knight och Fletcher 2007. Melanetettix semeraroae ingår i släktet Melanetettix, och familjen dvärgstritar. Inga underarter finns listade i Catalogue of Life.